# 티그라이 인민해방전선
티그라이 인민해방전선(티그리냐어: ህዝባዊ ወያነ ሓርነት ትግራይ, 약칭 TPLF)은 에티오피아의 정당이다. 공식 기록에 따르면 1975년 2월 18일 티그라이주 북부의 데데비트에서 창당되었다고 한다. 창당 초기 소수 인원에 불과하던 이 단체는 16년 만에 에티오피아 최대의 해방군으로 성장하였다. 1989년부터 에티오피아 인민혁명민주전선(EPRDF) 연합을 이끌어 왔다. 동맹 단체인 에리트레아 인민해방전선(EPLF)의 도움으로 EPRDF는 에티오피아 인민민주공화국 독재 체제를 종식시키고 1991년 5월 28년 정권을 수립해 장기집권을 해왔다. TPLF와 EPLF는 아프리카에서 유이하게 강력한 군부 세력을 꺾고 승리를 이뤄낸 해방전선인데, 이들은 오랫동안 지속된 민족 내전을 거쳐 인민민주공화국 체제를 종식시키는 데 성공했다. 이 둘은 또한 민족자결과 급진적 사회경제적 변화를 위해 투쟁한 유이한 전선이기도 하다. 2021년 1월 8일 에티오피아 정부는 이 단체를 테러 조직으로 지정하고 정당 등록을 취소하였다.